# Whistling Hills
Whistling Hills è un film del 1951 diretto da Derwin Abrahams.
È un western statunitense con Johnny Mack Brown, James Ellison, Noel Neill e I. Stanford Jolley.

## Produzione
Il film, diretto da Derwin Abrahams su una sceneggiatura di Fred Myton e un soggetto di Jack Lewis, fu prodotto da Vincent M. Fennelly per la Frontier Pictures e girato nell'agosto 1951. Il titolo di lavorazione fu Ghost Raiders.

## Distribuzione
Il film fu distribuito negli Stati Uniti dal 7 ottobre 1951 al cinema dalla Monogram Pictures.

## Promozione
Le tagline sono:
- GUNNING FOR A PHANTOM ON HORSEBACK!
- RANGER'S FISTS TAME KILLERS WHEN GOLD FEVER GRIPS THE BADLANDS!
- Six-gun gold rush for the express trail's biggest pay load!